# El Pao de El Hierro
Pour les articles homonymes, voir El Pao.
El Pao de El Hierro, ou simplement El Pao, est la capitale de la paroisse civile d'Andrés Eloy Blanco de la municipalité de Piar de l'État de Bolívar au Venezuela.